# おおさかけい
おおさか けい（1976年12月6日 - ）は、日本の少女漫画家。女性。岡山県出身。血液型はA型。
1995年、『りぼん早春のびっくり大増刊号』（集英社）にて「バレンタインプロジェクト」でデビュー。第55回S・B賞次席受賞。

## 関連書籍
- りぼん新人まんが家デビュー作集 9 ISBN 9784088538242 （全1巻）
  - 1995年10月18日発行
  - 「バレンタイン・プロジェクト」他6編収録
- 里中中学放送部 ISBN 9784088560311 （全1巻）
  - 1997年7月20日発行
  - 併録:ゲームの達人、LOVE ME DO、恋をするなら、バレンタイン・プロジェクト（デビュー作）
- 「1999」 ISBN 9784088561295 （全1巻）
  - 1999年2月20日発行
  - 併録:雨のち晴れ、DNA、シークレットヘブン、お祭りバトル
- ダーリン・ダーリン ISBN 9784088562070 （全1巻）
  - 2000年5月20日発行
  - 併録:チェンジャー、ハッピーマジック、放課後の魔術師、カンマツペェジ
- トナリ。 ISBN 9784088563077 （全1巻）
  - 2001年8月12日発行
  - 併録:ベイビースナイパー、ヤング ソウル ダイナマイト、春、そう思い続けて3ヶ月。

## 単行本未収録作品
- 13（りぼんオリジナル2001年10月号）
- ハピネス?（りぼん2002年早春のびっくり大増刊号）
- ナツニコガレル（りぼん2003年夏休みびっくり大増刊号）